# Аламо (Північна Дакота)
Аламо (англ. Alamo) — місто (англ. city) в США, в окрузі Вільямс штату Північна Дакота. Населення — 53 особи (2020).

## Географія
Аламо розташоване за координатами 48°34′58″ пн. ш. 103°28′6″ зх. д. / 48.58278° пн. ш. 103.46833° зх. д. (48.582814, -103.468291).  За даними Бюро перепису населення США в 2010 році місто мало площу 1,48 км², з яких 1,42 км² — суходіл та 0,06 км² — водойми.

## Демографія
Згідно з переписом 2010 року, у місті мешкало 57 осіб у 25 домогосподарствах у складі 11 родини. Густота населення становила 39 осіб/км².  Було 41 помешкання (28/км²).
Расовий склад населення:
| - 86,0 % — білих - 12,3 % — осіб інших рас |

До двох чи більше рас належало 1,8 %. Частка іспаномовних становила 12,3 % від усіх жителів.
За віковим діапазоном населення розподілялося таким чином: 24,6 % — особи молодші 18 років, 56,1 % — особи у віці 18—64 років, 19,3 % — особи у віці 65 років та старші. Медіана віку мешканця становила 39,4 року. На 100 осіб жіночої статі у місті припадало 128,0 чоловіків;  на 100 жінок у віці від 18 років та старших — 126,3 чоловіків також старших 18 років.
Середній дохід на одне домашнє господарство  становив 98 914 долари США (медіана — 75 000), а середній дохід на одну сім'ю — 113 815 доларів (медіана — 84 167). За межею бідності перебувало 1,4 % осіб, у тому числі 0,0 % дітей у віці до 18 років та 20,0 % осіб у віці 65 років та старших.
Цивільне працевлаштоване населення становило 51 особа. Основні галузі зайнятості: сільське господарство, лісництво, риболовля — 39,2 %, роздрібна торгівля — 17,6 %, освіта, охорона здоров'я та соціальна допомога — 17,6 %.